# Phare de Peninsula Point

Le phare de Peninsula Point (en anglais : St. Peninsula Point Light), est un phare inactif du lac Michigan situé à la pointe sud de la péninsule de Stonington  dans le canton de Bay de Noc (en) du Comté de Delta, Michigan.
Ce phare est inscrit au Registre national des lieux historiques depuis le 28 avril 1975 sous le n° 75000941.

## Historique
La péninsule de Stonington fait saillie dans le lac Michigan depuis la côte sud de la péninsule supérieure du Michigan à un point clé le long des voies de navigation vers et depuis les quais d'Escanaba et de Gladstone, car un haut-fond dangereux s'étend sur plus de 3,2 km dans le lac, posant un danger pour le transport.
Ainsi, le phare avait deux objectifs : il marquait un tournant et il prévenait du danger des rochers et les bas-fonds. Bien que le Congrès ait voté des fonds pour construire le phare fondé en 1856, il a fallu attendre 1864 pour la réalisation d'un phare. Il n'a été construit qu'en 1865 après la guerre de Sécession. Il a maintenu comme une aide active à la navigation jusqu'en 1934.
En 1922, l'United States Lighthouse Service a installé une lampe à acétylène automatique pour remplacer la lampe à huile manuelle. Par la suite, la lentille de Fresnel du quatrième ordre a été retirée de la lanterne et remplacée par une lentille de 300 mm équipée d'une Dalén light (en) et d'un clignotant en acétylène de 300 candelas.
Lorsque le phare de Minneapolis Shoal a été mis en service, la lumière a été désaffectée et abandonnée en 1936. Sa tour est ouverte aux visiteurs pour monter dans la salle de lanterne en fonte au sommet d'un escalier en colimaçon en fonte. La résidence du gardien de phare attenant a été incendiée en 1959, après avoir été restaurée. Les débris ont été nettoyés et les dommages au côté nord de la tour ont été réparés en 1962 par le USDA Forest Service.
En 1937, l'USDA-Forest Service avait obtenu le bâtiment qui a été réparé et des terrains de pique-nique publics ont été construits par le Civilian Conservation Corps. Le Mouvement agrarien américain de La Grange de Stonington Grange a repris l'entretien de la structure et du terrain.

## Zone protégée
En raison de leur emplacement sur des points de terre, les phares sont souvent situés sur des voies de migration et sont appelés «pièges à oiseaux». La péninsule de Stonington joue un rôle crucial dans la migration du papillon monarque, qui s'y rassemble en septembre avant de migrer à travers le lac Michigan vers le comté de Door, Wisconsin. À l'automne, des milliers de papillons monarques convergent sur la région pour se reposer avant leur migration à travers la baie de Green Bay. C'est une zone importante pour les oiseaux migrateurs et a été considéré comme un effort réussi par la Hiawatha National Forest (en) .

## Description
Le phare  est une tour quadrangulaire en brique claire-voie de 12 m de haut, avec une galerie et une lanterne. La tour est non peinte et la lanterne est noire.
Identifiant : ARLHS : USA-591 .

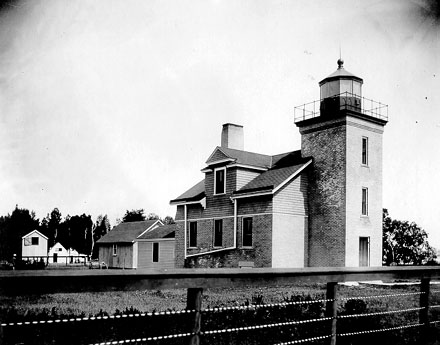
Le phare (photo USCG)

### Lien connexe
- Liste des phares au Michigan